# Jan van Calcar
|  | No s'ha de confondre amb Jan Joest van Calcar. |

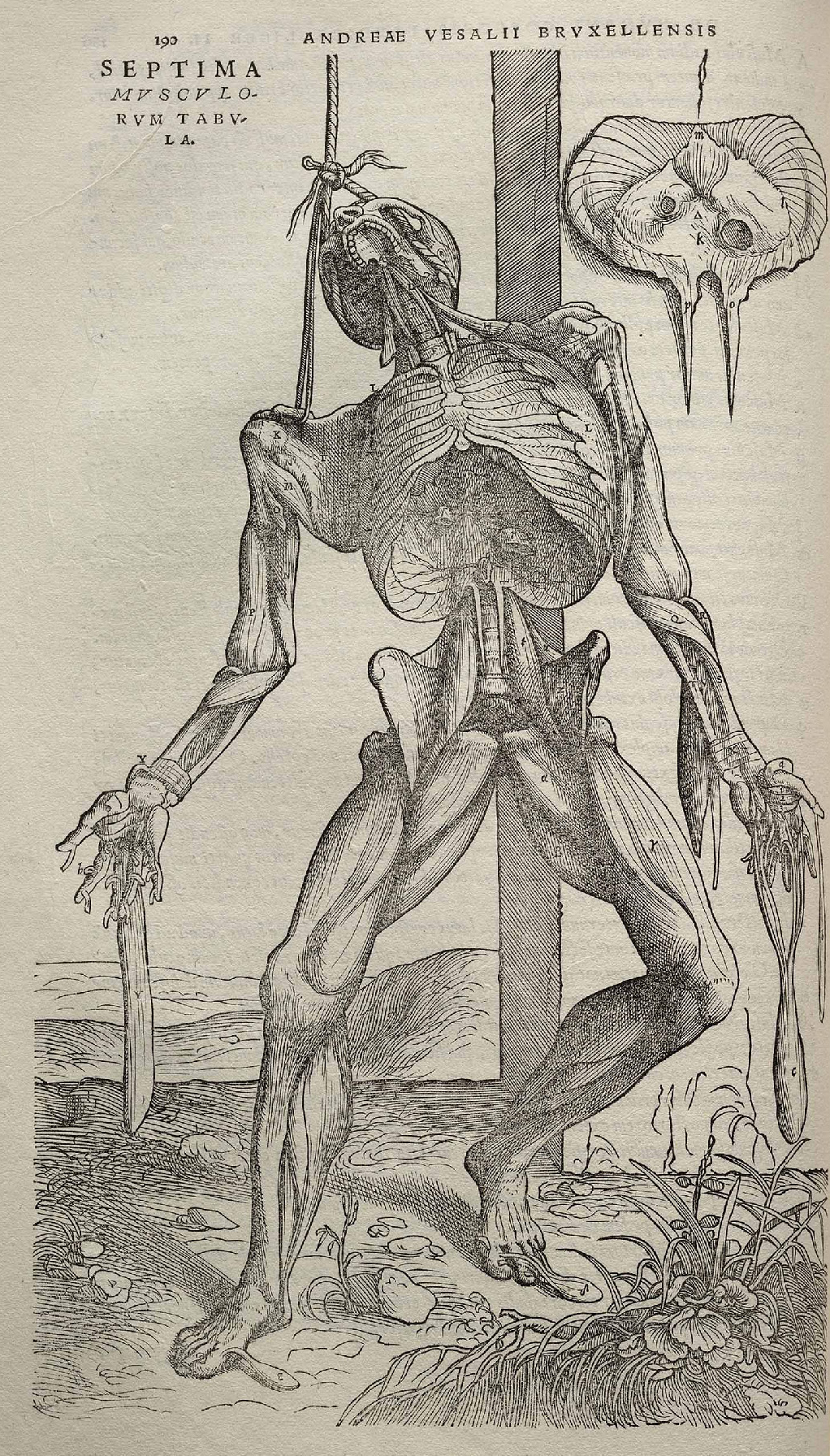
S'atribueix a Jan van Calcar l'autoria de les il·lustracions dels set llibres de la fàbrica del cos humà, de Vesalio (1543), dibuixos molt detallats de disseccions humanes, habitualment en postures alegòriques.

Jan Stefan van Calcar (en italià, Giovanni da Calcar, en llatí, Joannes Stephanus Calcarensis; c. 1499 - 1546) va ser un pintor italià d'origen alemany.
No ha de ser confós amb Jan Joest van Calcar, pintor flamenc mort el 1519, nascut a Kalkar i que també va viatjar a Itàlia.
Calcar va néixer a Kalkar, al Ducat de Clèveris (actualment Alemanya) entre 1499 i 1510. Vasari s'hi refereix en diverses ocasions, principalment com a deixeble de Ticià, al taller del qual va entrar el 1536 gràcies a la seva capacitat per realitzar còpies extraordinàriament fidels a les obres d'aquest mestre. Sembla que prèviament havia treballat a Dordrecht, i la major part de la seva vida posterior la va passar a Nàpols, on, segons Vasari "s'havien concebut les millors esperances per als seus futurs progressos".
Giorgio Vasari, Karel van Mander (qui l'anomena Ioan van Calcker), i altres atribueixen a Van Calcar els onze grans gravats amb il·lustracions d'estudis anatòmics que acompanyen el llibre d'Andreas Vesalius De humani corporis fabrica libri septem (1543); Annibale Caro atribuïa aquests gravats al propi Tiziano. Els gravats haurien estat dibuixats a Pàdua.
A Calcar també se li ha atribuït l'autoria els retrats d'artistes que il·lustren les Vite de Vasari a partir de l'edició ampliada de 1568, però cal tenir en compte que la data de la seva defunció és dotze anys anterior.
Alguns estudiosos l'han qualificat d'imitador de Giorgione; en general tots els que es referien a ell el presentaven com a imitador de les obres dels grans artistes venecians i de Raffaello Sanzio, aconseguint una semblança tan extraordinària que aconseguia enganyar molts experts de l'època.
Les seves obres es conserven a Berlín, París, Florència, Viena i Praga. La major part de les seves obres originals són retrats, encara que a Praga hi ha una destacable Nativitat que va pertànyer a Rubens, i que a la mort d'aquest va ser comprada per Joachim von Sandrart, qui la va vendre al seu torn a l'emperador Ferran III d'Habsburg. Unes altres dels seus més famoses obres són una Mater Dolorosa i el Retrat d'un cavaller de barba vermella (1549, Louvre).